# Amir Talai
Amir Talai (nacido el 24 de junio de 1977) es un actor, cantante, locutor, escritor y activista iraní-estadounidense. Es conocido por interpretar una variedad de personajes en películas y programas de televisión. Forma parte del elenco principal de la serie para adultos Hazbin Hotel, participando como Alastor.

## Educación y primeros años
Talai nació y creció en San Francisco, California, y es el primer hijo de inmigrantes iraníes, Mohammad y Sima Talai. Habla inglés, persa y francés. Talai asistió a una escuela de inmersión en francés hasta el octavo grado, después de lo cual asistió a Lowell High School. Se licenció en UC Berkeley con especialización en Comunicaciones de Masas y especialización en Artes Dramáticas.

## Vida personal
Talai vive en Los Ángeles, California con su esposa Nina Manni, con quien se casó en 2011.

## Carrera en la actuación
Talai comenzó a trabajar como actor en San Francisco después de graduarse en UC Berkeley. Más tarde se mudó a Los Ángeles, donde se inscribió en The Groundlings y finalmente se unió a Groundlings Sunday Company. Sus dos grandes éxitos fueron The Comeback y Campus Ladies, ambos programas de culto con bajos índices de audiencia pero con un número sustancial de fanáticos en Hollywood. Talai tiene más de 125 créditos en cine, televisión y doblaje, lo que lo convierte posiblemente en el actor iraní-estadounidense más prolífico de su generación. Sus créditos notables incluyen What to Expect When You're Expecting,Harold & Kumar Escape from Guantanamo Bay, L.A. to Vegas, How I Met Your Mother, Bones, American Horror Story y The Shrink Next Door.

## Canto
Talai ha actuado en musicales desde la escuela secundaria y ha actuado en escenarios a nivel regional, incluso en el Hollywood Bowl en Guys and Dolls y Annie y en el Paris Las Vegas Resort en el musical de Queen We Will Rock You.

## Activismo
Talai ha sido franco en las redes sociales con respecto al racismo, la misoginia, el control de armas, los derechos de los trabajadores y otros temas. Ha sido voluntario en numerosas campañas demócratas desde 2004. En la Marcha de las Mujeres de 2017, Talai llevaba un cartel que decía : "Las veré, lindas damas blancas, en la próxima marcha #BlackLivesMatter, ¿verdad?". Una foto del letrero se volvió viral y posteriormente apareció en numerosos libros, libros de texto y artículos.

## Escritor
Talai ha escrito sobre representaciones de personas de Medio Oriente para Vulture y BuzzFeed News, llamando la atención sobre el encubrimiento de los actores de Medio Oriente y la escasez de oportunidades para que los actores de Medio Oriente desempeñen papeles que no impliquen terrorismo o Islam. 

## Filmografía
| Año  | Título                                    | Papel         | Notas                                 |
| ---- | ----------------------------------------- | ------------- | ------------------------------------- |
| 2003 | Legally Blonde 2: Red, White & Blonde     | Asociado      |                                       |
| 2004 | November                                  | Jorge         |                                       |
| 2004 | Homeland Security                         | Babir Alkazar | Película de televisión, sin acreditar |
| 2006 | More, Patience                            | Hipocondríaco | Película de televisión                |
| 2006 | En busca de la felicidad                  | Oficinista    |                                       |
| 2007 | Fighting Words                            | Ralphie       |                                       |
| 2008 | The Onion Movie                           | Ahman         |                                       |
| 2008 | Harold & Kumar Escape from Guantanamo Bay | Raza          |                                       |
| 2010 | Fractalus                                 | Lee           |                                       |
| 2011 | Best Player                               | Wendell       | Película de televisión                |
| 2012 | What to Expect When You're Expecting      | Patel         |                                       |

## Televisión
| Año       | Título                                      | Papel                                                             | Notas                                        |
| --------- | ------------------------------------------- | ----------------------------------------------------------------- | -------------------------------------------- |
| 2001      | Nash Bridges                                | Khalid Dib                                                        | 1 episodio                                   |
| 2002      | Plugged In                                  | Cliente                                                           | Corto                                        |
| 2002      | Hum                                         | Simon Gould                                                       | Corto                                        |
| 2002      | Mad TV                                      | Indio                                                             | 1 episodio                                   |
| 2003      | 10-8: Officers on Duty                      | Pandillero                                                        | 1 episodio                                   |
| 2003-2004 | The Tonight Show with Jay Leno              | Varios personajes                                                 |                                              |
| 2004      | The Florist                                 | Masood                                                            | Corto                                        |
| 2004      | Jimmy Kimmel Live!                          | Simon Cowell iraní                                                | 1 episodio                                   |
| 2004      | Adventures in Homeschooling                 | Baliotis                                                          | Corto                                        |
| 2004      | NCIS                                        | Simi                                                              | 1 episodio                                   |
| 2004      | Nip/Tuck                                    | Dr. Hamir Gindi                                                   | 1 episodio                                   |
| 2004      | Jihad                                       | Mohammad                                                          | Corto                                        |
| 2004      | One Night Stand Up                          | Mahesh Suresh                                                     | Corto                                        |
| 2005      | Gilmore Girls                               | Patel Chandrasekhar                                               | 2 episodios                                  |
| 2005      | The Comeback                                | Greg Narayan                                                      | 2 episodios                                  |
| 2005      | Curb Your Enthusiasm                        | Mesero                                                            | 1 episodio                                   |
| 2005      | Cold Case                                   | Malvinder Khatani - 1999, 2005                                    | 1 episodio                                   |
| 2005      | Love, Inc.                                  | Patrick                                                           | 2 episodios                                  |
| 2005      | Padre de familia                            | Hombre hindú / Sacerdote de bodas                                 | Voz, 1 episodio                              |
| 2006      | The Minor Accomplishments of Jackie Woodman | Kai                                                               | 1 episodio                                   |
| 2006      | Studio 60 on the Sunset Strip               | Fred                                                              | 2 episodio                                   |
| 2006      | Hannah Montana                              | Sanjay                                                            | 1 episodio                                   |
| 2006-2007 | Campus Ladies                               | Abdul                                                             | 20 episodios                                 |
| 2007      | The Winner                                  | Richard                                                           | 5 episodios                                  |
| 2008      | Hollywood Residential                       | Agente del IRS Tom Scully                                         | Voz, 1 episodio de voz, sin acreditar        |
| 2009      | How I Met Your Mother                       | Richard Greenleaf                                                 | 1 episodio                                   |
| 2009      | Wizards of Waverly Place                    | Extraterrestre                                                    | 1 episodio                                   |
| 2010      | Zeke y Luther                               | Dex Bratner                                                       | 1 episodio                                   |
| 2010      | Svetlana                                    | Farhad Golastani                                                  | 1 episodio                                   |
| 2008-2010 | American Dad!                               | Achmed / Miembro del público / John Leguizamo / Varios personajes | Voz                                          |
| 2010      | Modern Family                               | Valley                                                            | 1 episodio                                   |
| 2011      | The Paul Reiser Show                        | Amir                                                              | 1 episodio                                   |
| 2011      | Love Bites                                  | Aram                                                              | 1 episodio                                   |
| 2008-2011 | Todos mis novios                            | Cyrus                                                             | 13 episodios                                 |
| 2011-2016 | Kung Fu Panda: la leyenda de Po             | Grulla                                                            | Voz, reemplaza a David Cross                 |
| 2013-2016 | Turbo FAST                                  | Skidmark, Tito                                                    | Voz, reemplaza a Ben Schwartz y Michael Peña |
| 2018      | L.A. to Vegas                               | Alan                                                              | 14 episodios                                 |
| 2020      | Bosco                                       | Detective Klein                                                   | 2 episodios                                  |
| 2024      | Hazbin Hotel                                | Alastor                                                           | Voz, reemplaza a Edward Bosco                |

## Videojuegos
| Año  | Título                                   | Papel                  | Notas                        |
| ---- | ---------------------------------------- | ---------------------- | ---------------------------- |
| 2001 | The Sims Hot Date                        | Sim                    | Voz                          |
| 2006 | Full Spectrum Warrior: Ten Hammers       |                        | Voz                          |
| 2006 | Titan Quest                              |                        | Voz                          |
| 2006 | Company of Heroes                        |                        | Voz                          |
| 2006 | Tom Clancy's Splinter Cell: Double Agent | Personajes adicionales | Voz                          |
| 2006 | The Sopranos: Road to Respect            | Personajes adicionales | Voz                          |
| 2007 | Titan Quest: Immortal Throne             |                        | Voz                          |
| 2011 | Kung Fu Panda 2                          | Grulla                 | Voz, reemplaza a Drew Massey |